# Leonardo López (político)
Leonardo López (Santo Domingo, 15 de junio de 1942) es un político ecuatoriano, que ejerció las labores como alcalde y concejal de la ciudad de Santo Domingo de los Colorados.

## Biografía
Hijo de Víctor López Santander e Isabel María Romero, ambos procedentes de la Sierra ecuatoriana, San José de Minas y Piñas respectivamente, ambos tuvieron 8 hijos además de Leonardo. Realizó sus estudios primarios en la escuela Ciudad de Caracas de la ciudad de Santo Domingo, y posteriormente los secundarios en los colegios Don Bosco y Montufar de Quito. Se graduó de ingeniero civil de la Universidad Central del Ecuador en el año 1972, regresando así a Santo Domingo en 1975. En 1977 se casó con Marti Gibbs de 27 años, que en ese entonces era miembro del Cuerpo de Paz de los Estados Unidos, con ella tuvo 3 hijos, cuando estos crecieron, Leonardo y Marti se separaron.

## Vida política
Se afilió al partido Izquierda Democrática del doctor Rodrigo Borja Cevallos expresidente de la república, para así poder terciar por la alcaldía. Su lema fue -Un colorado a la alcaldía- puesto que hasta el momento, dos alcaldes que habían ejercido el cargo, desde que la ciudad ascendió a municipio, habían sido afuereños; eran Klever Paz y Miño y Darío Kanyat, provenientes de San Miguel de Bolívar y Guayas respectivamente. Ganó la alcaldía sobre su contrincante Víctor Manuel Quirola, convirtiéndose así en el primer santodomingueño en ejercer el cargo. 
Entre sus obras se encuentran, la finalización del terminal terrestre, la institucionalización de la Fundación Tsachila, y la urbanización y asfaltado de las avenidas Quevedo, Tsáchila, Esmeraldas y Chone, las cuales en la actualidad son los ejes principales de la ciudad.

### Intento de asesinato
Se caracterizó por comenzar la planificación de la casa municipal, en efecto a esto, se consiguió los terrenos necesarios expropiando a los aledaños. Posiblemente por aquel accionar, intentaron asesinarlo con un arma de fuego en el balcón de la antigua casa municipal, mientras observaba el avance de unas obras en el parque central de la ciudad.